# Naye
Naye (kinesiska: 纳夜, 纳夜镇) är en köping i Kina. Den ligger i provinsen Guizhou, i den sydvästra delen av landet, omkring 170 kilometer söder om provinshuvudstaden Guiyang. Antalet invånare är 7972. Befolkningen består av 4 086 kvinnor och 3 886 män. Barn under 15 år utgör 36 %, vuxna 15-64 år 56 %, och äldre över 65 år 7,0 %.